# Martin Grabmann
Martin Grabmann (Winterzhofen, 1875 – Eichstätt, 1949) è stato uno storico tedesco.
Esponente del neotomismo e sacerdote cattolico dal 1898, fu docente all'università di Vienna dal 1913 al 1918 e all'università di Monaco dal 1918 al 1939; nel 1927 ottenne la direzione del Philosophisches Jahrbuch.
Curò e tradusse opere di Aristotele, Dante Alighieri e del contestatore di quest'ultimo Guido Vernani.
Fu descritto come "uno degli uomini più eruditi del suo tempo".

## Formazione
Nell'agosto 1895, Grabmann entrò nel noviziato domenicano, quello che oggi è Olomouc nella Repubblica Ceca, ma lo lasciò dopo sei mesi. Divenne terziario dell'Ordine Domenicano nel 1921. Dopo l'ordinazione sacerdotale nel 1898, Grabmann venne inviato dal suo Vescovo a studiare a Roma.
Grabmann era un alunno del Collegium Divi Thomae de Urbe e divenne in seguito Pontefice dell'Università San Tommaso d'Aquino Angelicum a Roma. All'Angelicum, Grabmann ottenne il bachelor, ossia la licenza in teologia nel 1901, e il dottorato in teologia nel 1902. Durante la sua permanenza presso l'Angelicum, Grabmann studiò paleografia presso la Biblioteca Vaticana incoraggiato dai due dei paleografi più illustri del tempo, Heinrich Denifle e Franz Ehrle, prefetto della Biblioteca Vaticana e poi il cardinale bibliotecario.

## Opere
- Die Geschichte der scholastischen Methode (due volumi), Herder, Freiburg im Breisgau 1909–1911 (tr. it. Storia del metodo scolastico, Firenze, La Nuova Italia, 1980).

Grabmann completò la prima edizione critica del De summo bono di Ulrico di Strasburgo (c. 1225–1277). Il metodo assiomatico comune a Alano di Lilla e a Nicola d'Amiens (1147 – c.1200) fu contrapposto a quello dialettico della quaestio scolastica di sant'Alberto Magno e di san Tommaso d'Aquino. Le ampie e frequenti citazioni di Alberto Magno collocano Ulrico come una figura autonoma e come un tratto d'unione fra il pensiero scolastico e il neoplatonismo dei domenicani tedeschi Meister Eckhart, Teodorico di Freiberg e Bertoldo di Mosburgo.